# Piotr Dunin
Piotr Dunin z Prawkowic (ur. ok. 1415, zm. 1484) – starosta malborski 1478–1484, kasztelan sieradzki od 1478, wojewoda brzeskokujawski od 1479.

## Życiorys
Piotr Dunin pochodził ze starego rodu Łabędziów. Był synem Krystyna ze Skrzyńska, Pratkowic i Śmiłowa oraz bratankiem podkanclerzego koronnego Dominika ze Skrzyńska zwanego Dominem. To właśnie po tym współpracującym z królem duchownym ród przyjął przydomek Donin lub Dunin. Po ojcu Piotr odziedziczył Pratkowice i Śmiłów, otrzymał też Morawiany. Karierę wojskową zaczął dość późno, bo dopiero w 1455 roku, kiedy to jako dworzanin królewski wziął udział w wyprawie na Łasin.
Nie wiadomo, gdzie spędził młodość, wydaje się jednak, że musiał pobierać nauki poza granicami kraju, ewentualnie brał udział w zagranicznych wojnach, skoro posiadł w przyszłości tak wysokie umiejętności taktyczne. W 1456 roku został wojskim większym sieradzkim i stał się dworzaninem Kazimierza Jagiellończyka, a trzy lata później burgrabią krakowskim i marszałkiem nadwornym. Ta ostatnia godność wiązała się z objęciem dowództwa nad chorągwiami dworskimi. W tym charakterze towarzyszył królowi Kazimierzowi Jagiellończykowi w wyprawie do Prus. Otrzymał wówczas urząd podkanclerzego sandomierskiego.
Piotr Dunin był naczelnym dowódcą wojsk królewskich w wojnie trzynastoletniej. Jego talent taktyczny i konsekwencja, z jaką dążył do odcięcia zakonu od pozyskiwania posiłków z Niemiec, niewątpliwie przyczyniły się do zwycięstwa Polski. Triumfował w bitwie pod Świecinem (17 września 1462), zdobył Gniew i Chojnice. Był wodzem o dużym autorytecie, ale też człowiekiem bezwzględnym, twardą ręką utrzymującym dyscyplinę w swych oddziałach zaciężnych. Kiedy po zajęciu miasta Rybaki na Sambii wybuchł zatarg o podział łupów, rozkazał spalić miasto, likwidując przedmiot sporu. Był gwarantem pokoju toruńskiego 1466 roku.
2 października 1471 r. na czele 12 tysięcy żołnierzy wyruszył z królewiczem Kazimierzem w nieudaną wyprawę po tron węgierski która dotarła przez Eger jedynie do Nitry. W 1477 roku dowodził wraz z synem Janem Białym wojskami polskimi podczas tzw. wojny popiej z biskupem warmińskim Mikołajem Tungenem.
W 1476 r. Dunin zakupił miasto Ujazd wraz z zamkiem oraz przynależnymi wsiami od Stanisława Warszyckiego za 8 tysięcy florenów węgierskich i część wsi Święte w powiecie brzeskokujawskim.
Do końca życia pozostał zaufanym doradcą króla Kazimierza Jagiellończyka i jego przedstawicielem w Prusach Królewskich. Wbrew miejscowej szlachcie został mianowany w 1478 roku starostą malborskim, zarządcą najbogatszej królewszczyzny w Polsce. Dał się tu poznać jako sprawny i sprawiedliwy dla poddanych administrator. W 1478 roku został kasztelanem sieradzkim, a pod koniec życia w 1479 roku powierzono mu urząd wojewody brzeskokujawskiego.

## Upamiętnienie
W Parku Tysiąclecia w Chojnicach znajduje się upamiętniająca go rzeźba. Jest też patronem kilku ulic, m.in. w Ustce czy w Podgórzu. Jego imię nosi Szkoła Podstawowa w Mostach (gmina Kosakowo)